# Adaïma

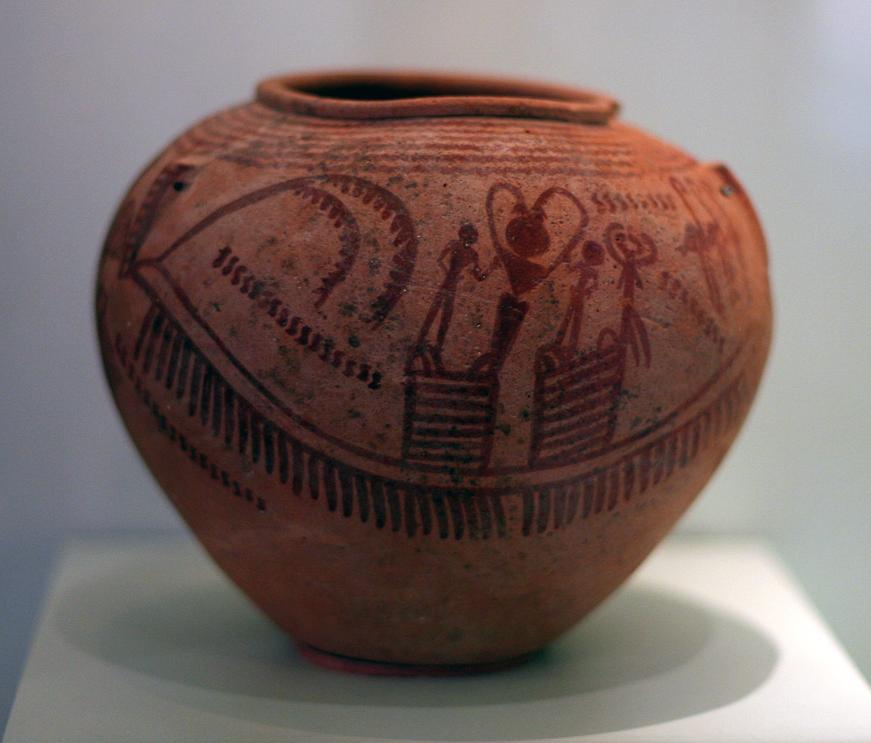
Naqadagefäß aus Adaïma

Bei Adaïma in Oberägypten nahe bei Esna wurden von 1989 bis 2005 die Reste einer Siedlung und eines Friedhofes der Naqada-Kultur (etwa 4000 bis 3000 v. Chr.) ausgegraben. Frühere Grabungen fanden hier im Winter 1907/08 durch Henri de Morgan statt, der seine Ergebnisse jedoch nur in Zusammenfassungen publizierte.
Die Reste der eigentlichen Siedlung fanden sich über eine größere Fläche verteilt, wobei es nur wenige Reste von eigentlicher Architektur gibt. Eine Reihe von Pfostenlöchern können zu einer Hütte rekonstruiert werden, ansonsten sind aber kaum Strukturen zu erkennen. Dies deutet darauf hin, dass die Bevölkerung meist in leichten Hütten lebte. Weiteres Fundgut sind Keramik, Stein- und Knochenwerkwerkzeuge, Steingefäße und Schmuck.